# Draconarius immensus
Draconarius immensus är en spindelart som beskrevs av Xu och Li 2006. Draconarius immensus ingår i släktet Draconarius och familjen mörkerspindlar. Inga underarter finns listade i Catalogue of Life.